# Riccardo Paletti
Riccardo Paletti, italijanski dirkač Formule 1, * 15. junij 1958, Milano, Italija, † 13. junij 1982, Montreal, Kanada.
Riccardo Paletti je pokojni italijanski dirkač Formule 1. Debitiral je v sezoni 1982, ko se mu je uspelo kvalificirati le na tri dirke, Veliko nagrado San Marina, kjer je odstopil, Veliko nagrado vzhodnih ZDA, kjer zaradi okvare dirkalnika ni štartal, in Veliko nagrado Kanade, kjer se je smrtno ponesrečil. Nesreča se je zgodila ob samem štartu dirke, ko se je Paletti pri hitrosti 180 km/h zaletel v stoječega Ferrarija Didiera Pironija, ki je stal na najboljšem štartnem položaju, a mu je v nenavadno dolgem času, ko so dirkači čakali na zeleno luč, ugasnil dirkalnik. Palettija so hudo poškodovanega prepeljali v bolnišnico, a je umrl kmalu po prihodu.

## Popolni rezultati Formule 1
(legenda) (odebeljene dirke pomenijo najboljši štartni položaj, poševne pa najhitrejši krog, †-uvrščen kljub odstopu)
| Leto | Moštvo               | Šasija      | Motor       | 1       | 2        | 3        | 4       | 5        | 6        | 7        | 8       | 9   | 10 | 11  | 12  | 13  | 14  | 15  | 16  | Prv | Toč |
| ---- | -------------------- | ----------- | ----------- | ------- | -------- | -------- | ------- | -------- | -------- | -------- | ------- | --- | -- | --- | --- | --- | --- | --- | --- | --- | --- |
| 1982 | Osella Squadra Corse | Osella FA1C | Cosworth V8 | JAR DNQ | BRA DNPQ | ZZDA DNQ | SMR Ret | BEL DNPQ | MON DNPQ | VZDA DNS | KAN Ret | NIZ | VB | FRA | NEM | AVT | ŠVI | ITA | LVE | -   | 0   |